# Prvenstvo Hrvatske u ragbiju 2020./21.
Prvenstvo Hrvatske u ragbiju za sezonu 2020./21. je prvi put u povijesti osvojila  "Nada" iz Splita. 
 
Zbog pandemije COVID-19 prvenstvo je igrano skraćemo i bez igranja pojedinih klubova. 

## Prva liga

### Sustav natjecanja
Sudjelovala su 3 kluba, koji igraju dvokružnu ligu (6 kola, 4 utakmice po klubu). Po završetku lige, dvije najuspješnije hrvatske momčadi igraju za prvaka lige.

### Sudionici
- Sinj – Sinj
- Nada – Split
- Mladost – Zagreb

### Rezultati i ljestvica

#### Ligaški dio
Ljestvica
| mj. | klub    | ut. | pob. | ner. | por. | poen+ | poen- | bod |                |
| --- | ------- | --- | ---- | ---- | ---- | ----- | ----- | --- | -------------- |
| 1.  | Nada    | 4   | 3    | 0    | 1    | 93    | 51    | 15  | završni susret |
| 2.  | Mladost | 4   | 2    | 0    | 2    | 55    | 52    | 10  | završni susret |
| 3.  | Sinj    | 4   | 1    | 0    | 3    | 35    | 80    | 5   |                |

Rezultati
| kolo    | datum               | par            | rez.  |
| ------- | ------------------- | -------------- | ----- |
| 2. kolo | 10. listopada 2020. | Mladost - Nada | 14:30 |
| 4. kolo | 24. listopada 2020. | Sinj - Mladost | 3:7   |
| 5. kolo | 31. listopada 2020. | Nada - Mladost | 14:10 |
| 3. kolo | 31. studenog 2020.  | Nada - Sinj    | 18:22 |
| 1. kolo | 3. travnja 2021.    | Mladost - Sinj | 24:5  |
| 6. kolo | 10. travnja 2021.   | Sinj - Nada    | 5:31  |

#### Susret za prvaka
| datum             | mjesto odigravanja                            | 1. klub | – | 2. klub | rez.  | izvj. |
| ----------------- | --------------------------------------------- | ------- | - | ------- | ----- | ----- |
| 17. travnja 2020. | Sinj, SC "Ivica Poljak Sokol i Andrija Alčić" | Nada    | – | Mladost | 25:15 |       |

## Druga liga
Sustav natjecanja
Sudjelovala su 3 kluba, koji igraju dvokružnu ligu (6 kola, 4 utakmice po klubu)
Sudionici
- Makarska Rivijera – Makarska
- Lokomotiva – Zagreb  (odustali uoči početka natjecanja [1]

Ljestvica
| mj. | klub              | ut. | pob. | ner. | por. | poen+ | poen- | bod |
| --- | ----------------- | --- | ---- | ---- | ---- | ----- | ----- | --- |
| 1.  | Novi Zagreb       | 4   | 3    | 0    | 1    | 108   | 36    | 16  |
| 2.  | Makarska Rivijera | 4   | 3    | 0    | 1    | 86    | 58    | 15  |
| 3.  | Lokomotiva        | 4   | 0    | 0    | 4    | 0     | 100   | 0   |

Rezultati
| kolo    | datum             | par                             | rez.      |
| ------- | ----------------- | ------------------------------- | --------- |
| 1. kolo | 10. travnja 2021. | Novi Zagreb - Lokomotiva        | 25:0 p.f. |
| 2. kolo | 17. travnja 2021. | Makarska Rivijera - Novi Zagreb | 26:22     |
| 3. kolo | 24. travnja 2021. | Makarska Rivijera               | 0:25 p.f. |
| 4. kolo | 1. svibnja 2021.  | Lokomotiva - Novi Zagreb        | 0:25 p.f. |
| 5. kolo | 15. svibnja 2021. | Novi Zagreb - Makarska Rivijera | 36:10     |
| 6. kolo | 22. svibnja 2021. | Makarska Rivijera - Lokomotiva  | 25:0 p.f. |

## Vanjske poveznice
- rugby.hr